# Kasteel van Neufcour
Het Kasteel van Neufcour (Château de Neufcour) is een kasteel in de Belgische plaats Beyne-Heusay, gelegen aan Rue de Neufcour 38-42.

## Geschiedenis
De betreffende heerlijkheid werd reeds midden 15e eeuw vermeld. In 1659 werd het kasteel aangekocht door Lambert de Neufcour, die het liet herbouwen van 1661-1663. Op 3 januari 1689 werd het kasteel geplunderd en in brand gestoken door Franse troepen, waarna het hersteld werd.
In 1915 kwam het toen vervallen kasteel in bezit van de mijnbouwonderneming Société anonyme des Charbonnages de Wérister, welke het kasteel restaureerde. In de jaren '20 van de 20e eeuw werd een terras toegevoegd. Hier woonde de directeur van de onderneming tot deze in 1982 overleed. In 1986 werd het kasteel te koop gezet en aangekocht door het Laboratoire d'Analyses Médicales Philippe Ralet.

## Gebouw
Het kasteel en bijbehorende boerderijgebouwen zijn gegroepeerd om een vierkante binnenplaats. De noordwestvleugel is het eigenlijke kasteel. Er is een rechthoekig torengebouw en een poortgebouw in het noordoosten van het complex. Aan de westzijde wordt het kasteelgebouw afgesloten door een vierkante toren.
Het geheel is uitgevoerd in baksteen.
Het kasteel wordt omringd door een park. De omgrachting van het kasteel is vrijwel geheel gedempt.